# پنجزاری باله‌طلایی
پنجزاری باله طلایی (نام علمی: Leiognathus bindus) گونه‌ای از پنجزاری‌ماهیان است. حداکثر طول این ماهی ۱۱ سانتیمتر است.
مشخصات :بدن کوچک و مرتفع، دهان کوچک، به‌طور افقی و مستقیم است.
هنگام باز شدن کامل دهان، یک لوله مستقیم مایل به پایین تشکیل می‌شود، سر تماماً بدون فلس و سینه دارای فلس است. باله پشتی دارای ۸ شعاع سخت، ۱۶ شعاع نرم و باله مخرجی دارای ۳ شعاع سخت و ۱۴ شعاع نرم است. رنگ بدن نقره‌ای با پشت زیتونی است و باله پشتی دارای خال‌های نارنجی رنگ است.
زیست‌شناسی :درابهای کم عمق ساحلی تا عمق۴۰ متری بوده و از سخت پوستان، شکم پایان و دو کفه‌ای‌ها تغذیه می‌نماید.
نام‌های مورد استفاده در جنوب ایران: خاش و فروکو
وسایل صید: تور گردان ساحلی، تور کیسه‌ای و ترال کف.